# Langeac
Langeac je francouzská obec v departementu Haute-Loire v regionu Auvergne. V roce 2009 zde žilo 3 976 obyvatel. Je centrem kantonu Langeac.